# بحيرة ليمان
بحيرة ليمان (بالفرنسية: Lac Léman)‏ أو بحيرة جنيف (بالفرنسية: Lac de Genève)‏ هي إحدى أكبر البُحيرات الأوروبية. وتقعُ 60٪ من مساحة البحيرة في الحدود السويسرية ضمنَ كانتون فود وكانتون فاليز وكانتون جنيف. و 40٪ في الحدود الفرنسية ضمنَ إقليم سافوا العليا. وتعودُ تسمية البحيرة إلى العهد الرومانيّ وكانت تُسمى (باللاتينية: Lacus Lemannus). ومع اشتهار مدينة جنيف بدأت تُسمى ببحيرة جنيف ولكنَّ الاسم المتفق عليهِ في فرنسا منذُ القرن الثامن عشر هو بحيرة ليمان.

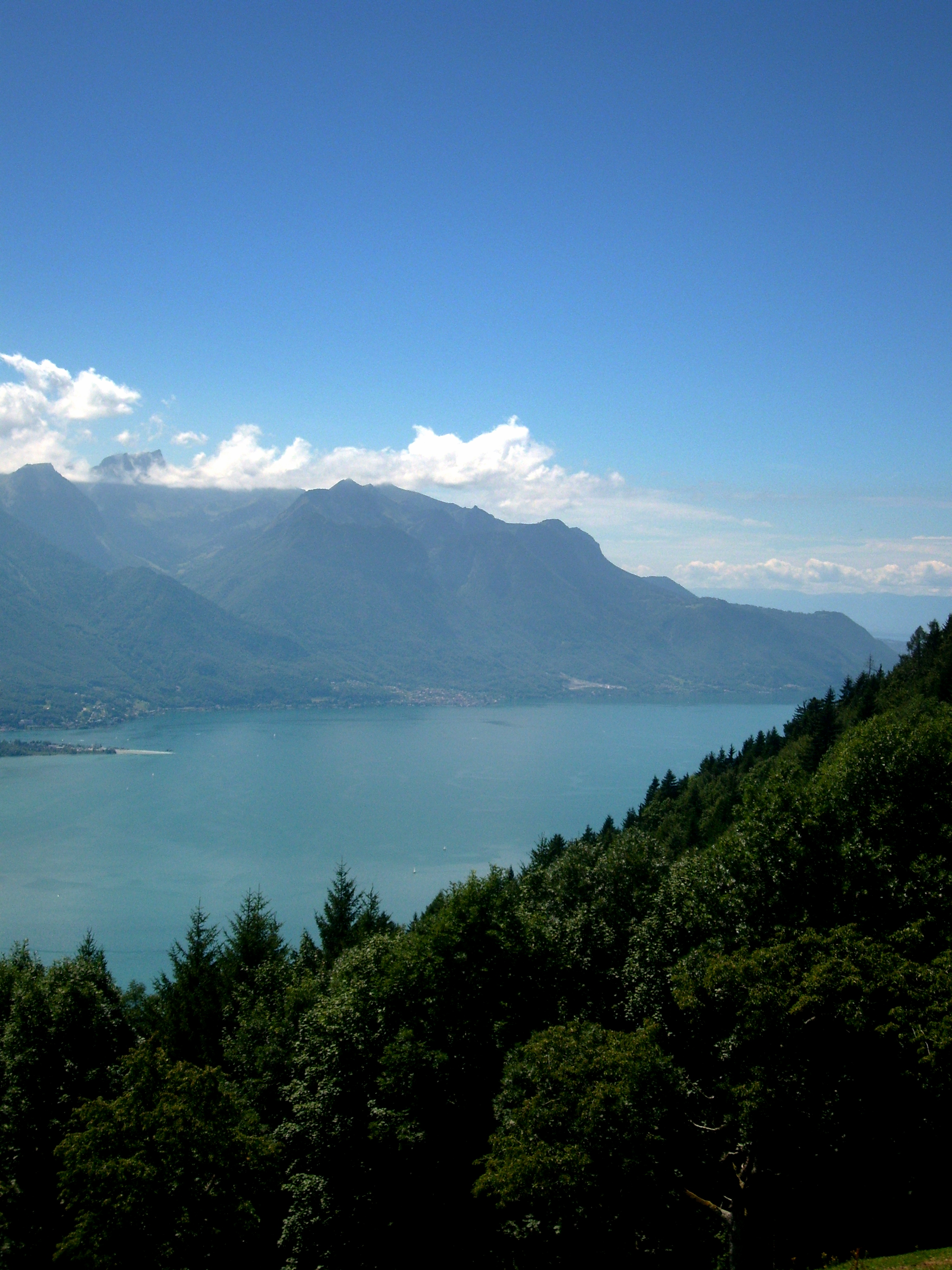
جانب من البحيرة

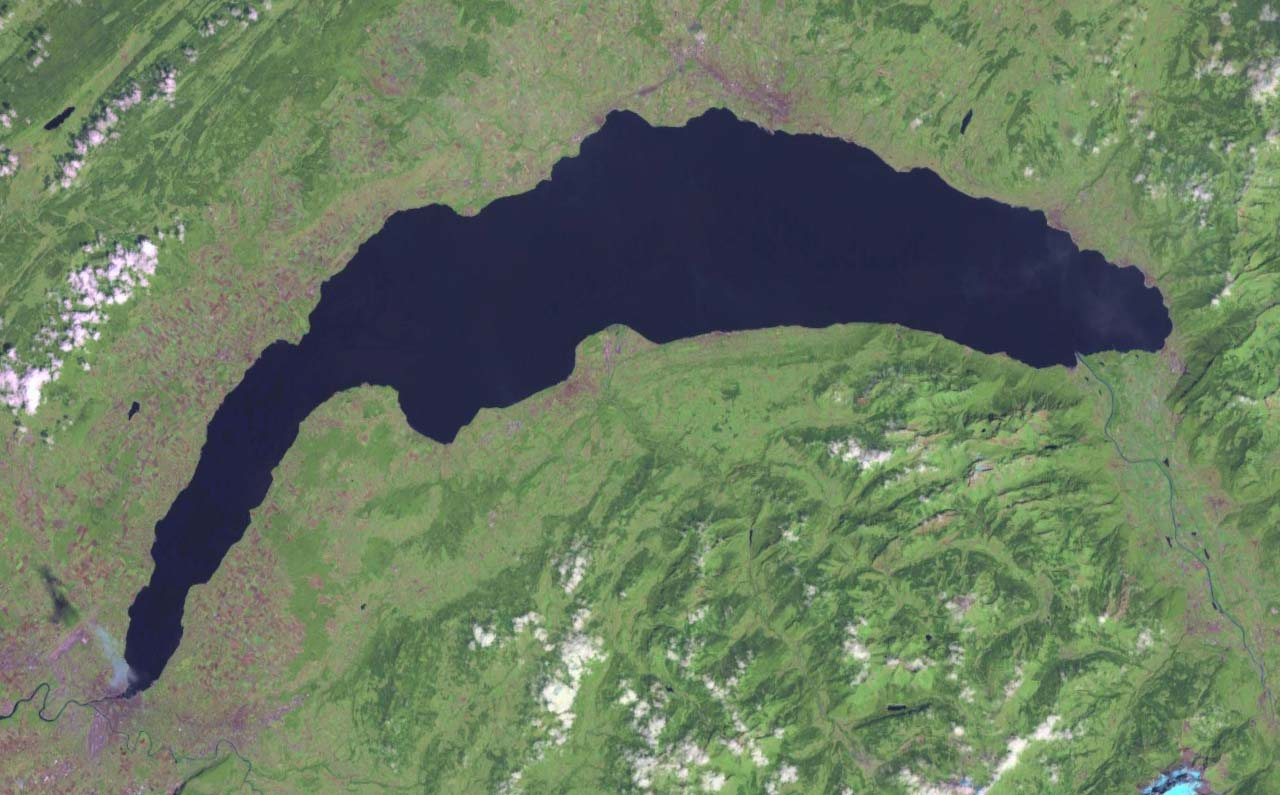
صورة فضائية للبحيرة

## الجُغرافيا
تنقسم بحيرة جنيف إلى ثلاثة أجزاء بسببِ أنواع تكوينها الْمُخْتَلِفَةِ (الترسيب، الطي التكتوني، التعرية الجليدية):
1. البحيرة العليا (بالفرنسية: Haut Lac)‏ الجزء الشرقي من مصب نهر الرون إلى خط ميليري - ريفاز.
2. البحيرة الكبيرة (بالفرنسية: Grand Lac)‏ أكبر وأعمق حوض معَ عرض أكبر للبحيرة.
3. البحيرة الصغيرة (بالفرنسية: Petit Lac)‏ ومعظم الجنوب الغربي، أضيق وأقل عمقا في إيفوار - برومنذوكس برانجينس المقابل للخروج في جنيف.

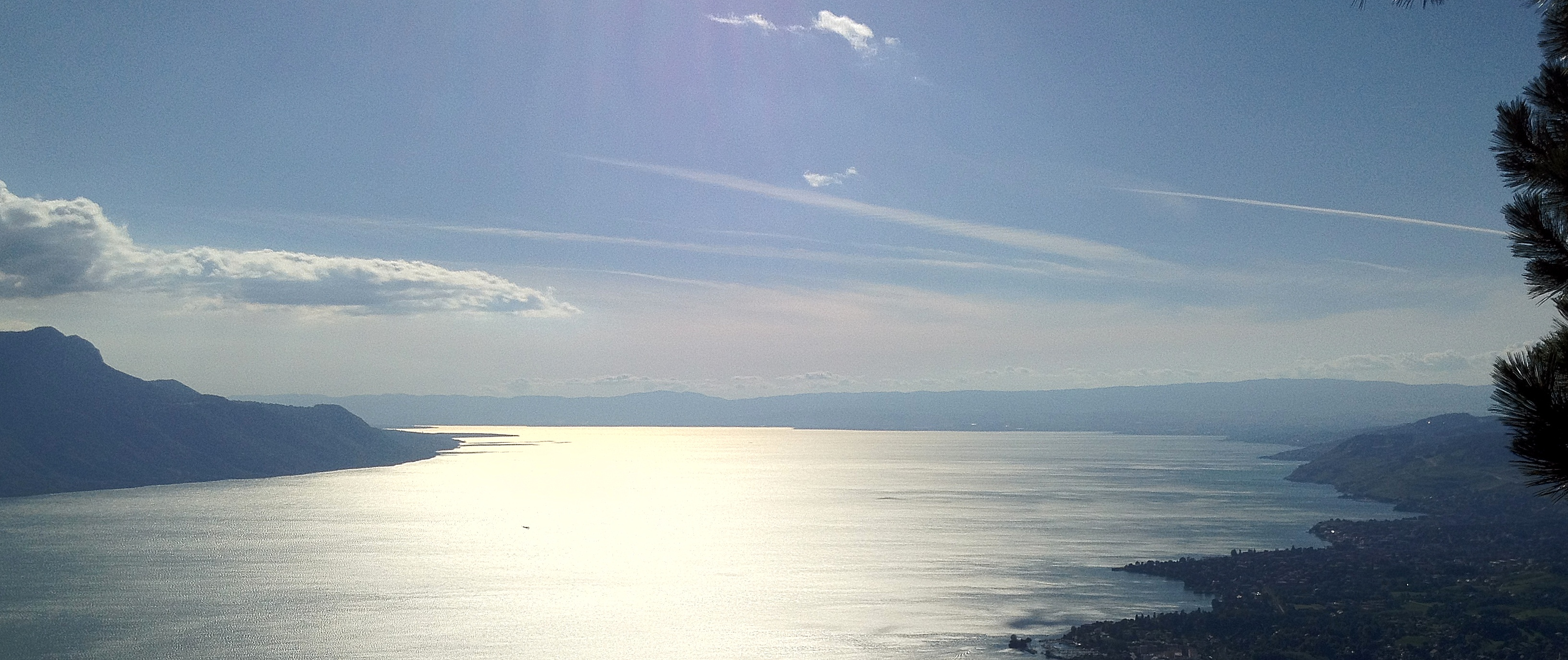
منظر لبحيرة جنيف بين فيفي في المقدمة ولوزان في الخلف خلف مونت بيليرين (CH) على اليمين وإفيان ليه با (F) على اليسار، لقطة من مكان بين Caux وGlion فوق مونترو

تقع البحيرة على ارتفاع 372 متر عن سطح البحر،  ويتعرض منسوب مياه البحيرة ما بين 0.6 إلى 1.5 متر (2-5 قدم) في كلّ نصف ساعة تقريباً. ويُعتقد أنَ تغيُّر ضغط الهواء على أسطح مختلفة في البحيرة هو السبب وراد التغيّر السريع في منسوب ماء البحيرة. ويتغير ماء البحيرة كلّ 11.4 سنة.
تقع البحيرة على ارتفاع 372 متر عن سطح البحر. ويتعرض منسوب مياه البحيرة ما بين 0.6 إلى 1.5 متر (2-5 قدم) في كلّ نصف ساعة تقريباً. ويُعتقد أنَ تغيُّر ضغط الهواء على أسطح مختلفة في البحيرة هو السبب وراد التغيّر السريع في منسوب ماء البحيرة. ويتغير ماء البحيرة كلّ 11.4 سنة.
تتميز البحيرة بشكلها الهلالي وتقعُ ضمنَ مسار نهر الرون. وتُعتبر البحيرة أكبر البُحيرات في غرب أوروبا. تبلغ مساحتها الكليَّة 528 كيلومتر مربع منها 348 كم مربع في سويسرا و234 كم موبع في فرنسا. ويُقدّر حجمها ب89 مليار متر مكعب. أقصى عرض للبحيرة فهو 13 كيلومتر بينما أقصى قاع يقع على عمق 310 متر. وأهم المصبات النهرية في البحيرة - عدا الرون - هما: الدرانس (بالفرنسية: Dranse)‏ في الجنوب وفينوغ (بالفرنسية: Venoge)‏ في الشمال.
تُعدّ بحيرة جنيف أكبر كتلة مائية في سويسرا، ويتجاوز حجمها إلى حد كبير كلّ المياه الأُخرى المُرتبطة بالوديان الرئيسيَّة لجبال الألب، وهي على شكل هلال، يبلغ طول شاطئها الشمالي 95 كيلومتر (59 ميل)، وشاطئها الجنوبي 72 كيلومتر (45 ميل)، وقد كانَ شكل الهلال أكثر انتظامًا في الفترة الجُيولوجيَّة الأخيرة، عندما امتدت البحيرة إلى بيكس، حوالي 18 كيلومتر (11 ميل) جنوب فيلنوف. ولكنَّ مخلفات نهر الرون ملأت هذا الجزء من قاع البحيرة، وخلال تلك الفترة التاريخيَّة امتدت المياه إلى حوالي 2 كيلومتر (1.2 ميل) وراء الحافة الشرقيَّة الحاليَّة للبحيرة، يقع أعظم عمق للبحيرة 310 متر (1,020 قدم) في الجزء الواسع بين إيفيان ليه با ولوزان، ويَبلغَ عرضه 13 كيلومتر (8.1 ميل) ووضع قاع البحيرة عند 62 متر (203 قدم) فوق مستوى سطح البحر. يُعدُّ سطح البحيرة أدنى نقطة في كانتونات فاليه وفود. ونقطة الذروة في حوض تصريف البحيرة هي مونتي روزا على ارتفاع 4634 مترًا فوق مستوى سطح البحر.

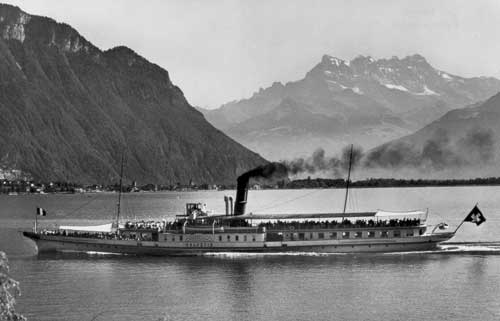
باخرة مجداف CGN في عام 1926 بالقرب من فيفي

يُطلق على الشاطئ الواقع بين نيون ولوزان اسم «لا كوت»، وبين لوزان وفيفي يُطلق عليهِ اسم لافو ويشتهر بمزارع الكروم الجبلية.
يبلغ متوسط ارتفاع السطح 372 متر (1,220 قدم) فوق مستوى سطح البحر في جنيف.

## المناخ
بسببِ تغير المناخ ارتفع متوسط درجة حرارة المياه العميقة أكثر من 300 متر (980 قدم) من 4.4 °م (39.9 °ف) في عام 1963 إلى 5.5 °م (41.9 °ف) في عام 2016 بزيادة قدرها 1.1 °م (2.0 °ف) في 53 عامًا، بينما زاد متوسط درجة حرارة المياه السطحية 5 متر (16 قدم) من 10.9 °م (51.6 °ف) في 1970 إلى 12.9 °م (55.2 °ف) في 2016 بتغير 2 °م (3.6 °ف) في 46 سنة.
| البيانات المناخية لـجنيف - كوانتران (الفترة المرجعية 1981-2010)، السجلات (1901-2015) | البيانات المناخية لـجنيف - كوانتران (الفترة المرجعية 1981-2010)، السجلات (1901-2015) | البيانات المناخية لـجنيف - كوانتران (الفترة المرجعية 1981-2010)، السجلات (1901-2015) | البيانات المناخية لـجنيف - كوانتران (الفترة المرجعية 1981-2010)، السجلات (1901-2015) | البيانات المناخية لـجنيف - كوانتران (الفترة المرجعية 1981-2010)، السجلات (1901-2015) | البيانات المناخية لـجنيف - كوانتران (الفترة المرجعية 1981-2010)، السجلات (1901-2015) | البيانات المناخية لـجنيف - كوانتران (الفترة المرجعية 1981-2010)، السجلات (1901-2015) | البيانات المناخية لـجنيف - كوانتران (الفترة المرجعية 1981-2010)، السجلات (1901-2015) | البيانات المناخية لـجنيف - كوانتران (الفترة المرجعية 1981-2010)، السجلات (1901-2015) | البيانات المناخية لـجنيف - كوانتران (الفترة المرجعية 1981-2010)، السجلات (1901-2015) | البيانات المناخية لـجنيف - كوانتران (الفترة المرجعية 1981-2010)، السجلات (1901-2015) | البيانات المناخية لـجنيف - كوانتران (الفترة المرجعية 1981-2010)، السجلات (1901-2015) | البيانات المناخية لـجنيف - كوانتران (الفترة المرجعية 1981-2010)، السجلات (1901-2015) | البيانات المناخية لـجنيف - كوانتران (الفترة المرجعية 1981-2010)، السجلات (1901-2015) |
| الشهر                                                                                | يناير                                                                                | فبراير                                                                               | مارس                                                                                 | أبريل                                                                                | مايو                                                                                 | يونيو                                                                                | يوليو                                                                                | أغسطس                                                                                | سبتمبر                                                                               | أكتوبر                                                                               | نوفمبر                                                                               | ديسمبر                                                                               | المعدل السنوي                                                                        |
| ------------------------------------------------------------------------------------ | ------------------------------------------------------------------------------------ | ------------------------------------------------------------------------------------ | ------------------------------------------------------------------------------------ | ------------------------------------------------------------------------------------ | ------------------------------------------------------------------------------------ | ------------------------------------------------------------------------------------ | ------------------------------------------------------------------------------------ | ------------------------------------------------------------------------------------ | ------------------------------------------------------------------------------------ | ------------------------------------------------------------------------------------ | ------------------------------------------------------------------------------------ | ------------------------------------------------------------------------------------ | ------------------------------------------------------------------------------------ |
| الدرجة القصوى °م (°ف)                                                                | 17.3 (63.1)                                                                          | 20.6 (69.1)                                                                          | 24.9 (76.8)                                                                          | 27.5 (81.5)                                                                          | 33.8 (92.8)                                                                          | 36.5 (97.7)                                                                          | 39.7 (103.5)                                                                         | 37.6 (99.7)                                                                          | 34.8 (94.6)                                                                          | 27.3 (81.1)                                                                          | 23.2 (73.8)                                                                          | 20.8 (69.4)                                                                          | 39.7 (103.5)                                                                         |
| متوسط درجة الحرارة الكبرى °م (°ف)                                                    | 4.5 (40.1)                                                                           | 6.3 (43.3)                                                                           | 11.2 (52.2)                                                                          | 14.9 (58.8)                                                                          | 19.7 (67.5)                                                                          | 23.5 (74.3)                                                                          | 26.5 (79.7)                                                                          | 25.8 (78.4)                                                                          | 20.9 (69.6)                                                                          | 15.4 (59.7)                                                                          | 8.8 (47.8)                                                                           | 5.3 (41.5)                                                                           | 15.2 (59.4)                                                                          |
| المتوسط اليومي °م (°ف)                                                               | 1.5 (34.7)                                                                           | 2.5 (36.5)                                                                           | 6.2 (43.2)                                                                           | 9.7 (49.5)                                                                           | 14.2 (57.6)                                                                          | 17.7 (63.9)                                                                          | 20.2 (68.4)                                                                          | 19.5 (67.1)                                                                          | 15.4 (59.7)                                                                          | 11.1 (52.0)                                                                          | 5.5 (41.9)                                                                           | 2.8 (37.0)                                                                           | 10.5 (50.9)                                                                          |
| متوسط درجة الحرارة الصغرى °م (°ف)                                                    | −1.3 (29.7)                                                                          | −1 (30)                                                                              | 1.6 (34.9)                                                                           | 4.8 (40.6)                                                                           | 9.1 (48.4)                                                                           | 12.3 (54.1)                                                                          | 14.4 (57.9)                                                                          | 14.0 (57.2)                                                                          | 10.8 (51.4)                                                                          | 7.4 (45.3)                                                                           | 2.4 (36.3)                                                                           | 0.1 (32.2)                                                                           | 6.2 (43.2)                                                                           |
| أدنى درجة حرارة °م (°ف)                                                              | −19.9 (−3.8)                                                                         | −20.0 (−4.0)                                                                         | −13.3 (8.1)                                                                          | −5.2 (22.6)                                                                          | −2.2 (28.0)                                                                          | 1.3 (34.3)                                                                           | 3.0 (37.4)                                                                           | 4.9 (40.8)                                                                           | 0.2 (32.4)                                                                           | −4.7 (23.5)                                                                          | −10.9 (12.4)                                                                         | −17.0 (1.4)                                                                          | −20.0 (−4.0)                                                                         |
| الهطول مم (إنش)                                                                      | 76 (3.0)                                                                             | 68 (2.7)                                                                             | 70 (2.8)                                                                             | 72 (2.8)                                                                             | 84 (3.3)                                                                             | 92 (3.6)                                                                             | 79 (3.1)                                                                             | 82 (3.2)                                                                             | 100 (3.9)                                                                            | 105 (4.1)                                                                            | 88 (3.5)                                                                             | 90 (3.5)                                                                             | 1٬005 (39.6)                                                                         |
| متوسط تساقط الثلوج سم (إنش)                                                          | 10.8 (4.3)                                                                           | 8.1 (3.2)                                                                            | 2.8 (1.1)                                                                            | 0.2 (0.1)                                                                            | 0.0 (0.0)                                                                            | 0.0 (0.0)                                                                            | 0.0 (0.0)                                                                            | 0.0 (0.0)                                                                            | 0.0 (0.0)                                                                            | 0.0 (0.0)                                                                            | 2.8 (1.1)                                                                            | 7.4 (2.9)                                                                            | 32.1 (12.6)                                                                          |
| متوسط أيام هطول الأمطار (≥ 1.0 mm)                                                   | 9.5                                                                                  | 8.1                                                                                  | 9.0                                                                                  | 8.9                                                                                  | 10.6                                                                                 | 9.3                                                                                  | 7.6                                                                                  | 7.9                                                                                  | 8.1                                                                                  | 10.1                                                                                 | 9.9                                                                                  | 10.0                                                                                 | 109.0                                                                                |
| متوسط الأيام المثلجة (≥ 1.0 cm)                                                      | 2.5                                                                                  | 2.0                                                                                  | 0.9                                                                                  | 0.1                                                                                  | 0.0                                                                                  | 0.0                                                                                  | 0.0                                                                                  | 0.0                                                                                  | 0.0                                                                                  | 0.0                                                                                  | 0.7                                                                                  | 2.0                                                                                  | 8.2                                                                                  |
| متوسط الرطوبة النسبية (%)                                                            | 81                                                                                   | 76                                                                                   | 69                                                                                   | 67                                                                                   | 69                                                                                   | 66                                                                                   | 64                                                                                   | 67                                                                                   | 73                                                                                   | 79                                                                                   | 81                                                                                   | 81                                                                                   | 73                                                                                   |
| ساعات سطوع الشمس الشهرية                                                             | 59                                                                                   | 88                                                                                   | 154                                                                                  | 177                                                                                  | 197                                                                                  | 235                                                                                  | 263                                                                                  | 237                                                                                  | 185                                                                                  | 117                                                                                  | 66                                                                                   | 49                                                                                   | 1٬828                                                                                |
| نسبة وصول أشعة الشمس                                                                 | 23                                                                                   | 33                                                                                   | 45                                                                                   | 46                                                                                   | 45                                                                                   | 53                                                                                   | 58                                                                                   | 58                                                                                   | 53                                                                                   | 38                                                                                   | 26                                                                                   | 20                                                                                   | 44                                                                                   |
| المصدر #1: MeteoSwiss                                                                |                                                                                      |                                                                                      |                                                                                      |                                                                                      |                                                                                      |                                                                                      |                                                                                      |                                                                                      |                                                                                      |                                                                                      |                                                                                      |                                                                                      |                                                                                      |
| المصدر #2: المعهد الملكي الهولندي للأرصاد الجوية                                     |                                                                                      |                                                                                      |                                                                                      |                                                                                      |                                                                                      |                                                                                      |                                                                                      |                                                                                      |                                                                                      |                                                                                      |                                                                                      |                                                                                      |                                                                                      |

| البيانات المناخية لـبولي (لوزان) (1981-2010)، نهايات (1981-2010) | البيانات المناخية لـبولي (لوزان) (1981-2010)، نهايات (1981-2010) | البيانات المناخية لـبولي (لوزان) (1981-2010)، نهايات (1981-2010) | البيانات المناخية لـبولي (لوزان) (1981-2010)، نهايات (1981-2010) | البيانات المناخية لـبولي (لوزان) (1981-2010)، نهايات (1981-2010) | البيانات المناخية لـبولي (لوزان) (1981-2010)، نهايات (1981-2010) | البيانات المناخية لـبولي (لوزان) (1981-2010)، نهايات (1981-2010) | البيانات المناخية لـبولي (لوزان) (1981-2010)، نهايات (1981-2010) | البيانات المناخية لـبولي (لوزان) (1981-2010)، نهايات (1981-2010) | البيانات المناخية لـبولي (لوزان) (1981-2010)، نهايات (1981-2010) | البيانات المناخية لـبولي (لوزان) (1981-2010)، نهايات (1981-2010) | البيانات المناخية لـبولي (لوزان) (1981-2010)، نهايات (1981-2010) | البيانات المناخية لـبولي (لوزان) (1981-2010)، نهايات (1981-2010) | البيانات المناخية لـبولي (لوزان) (1981-2010)، نهايات (1981-2010) |
| الشهر                                                            | يناير                                                            | فبراير                                                           | مارس                                                             | أبريل                                                            | مايو                                                             | يونيو                                                            | يوليو                                                            | أغسطس                                                            | سبتمبر                                                           | أكتوبر                                                           | نوفمبر                                                           | ديسمبر                                                           | المعدل السنوي                                                    |
| ---------------------------------------------------------------- | ---------------------------------------------------------------- | ---------------------------------------------------------------- | ---------------------------------------------------------------- | ---------------------------------------------------------------- | ---------------------------------------------------------------- | ---------------------------------------------------------------- | ---------------------------------------------------------------- | ---------------------------------------------------------------- | ---------------------------------------------------------------- | ---------------------------------------------------------------- | ---------------------------------------------------------------- | ---------------------------------------------------------------- | ---------------------------------------------------------------- |
| الدرجة القصوى °م (°ف)                                            | 14.9 (58.8)                                                      | 15.8 (60.4)                                                      | 22.6 (72.7)                                                      | 25.5 (77.9)                                                      | 31.3 (88.3)                                                      | 33.6 (92.5)                                                      | 35.2 (95.4)                                                      | 37.1 (98.8)                                                      | 28.6 (83.5)                                                      | 25.4 (77.7)                                                      | 19.8 (67.6)                                                      | 17.7 (63.9)                                                      | 37.1 (98.8)                                                      |
| متوسط درجة الحرارة الكبرى °م (°ف)                                | 4.4 (39.9)                                                       | 5.6 (42.1)                                                       | 10.1 (50.2)                                                      | 14.0 (57.2)                                                      | 18.7 (65.7)                                                      | 22.4 (72.3)                                                      | 25.0 (77.0)                                                      | 24.4 (75.9)                                                      | 19.8 (67.6)                                                      | 14.6 (58.3)                                                      | 8.6 (47.5)                                                       | 5.3 (41.5)                                                       | 14.4 (57.9)                                                      |
| المتوسط اليومي °م (°ف)                                           | 1.2 (34.2)                                                       | 3.0 (37.4)                                                       | 6.6 (43.9)                                                       | 10.0 (50.0)                                                      | 14.4 (57.9)                                                      | 17.8 (64.0)                                                      | 20.3 (68.5)                                                      | 19.7 (67.5)                                                      | 15.8 (60.4)                                                      | 11.6 (52.9)                                                      | 6.1 (43.0)                                                       | 3.2 (37.8)                                                       | 10.9 (51.6)                                                      |
| متوسط درجة الحرارة الصغرى °م (°ف)                                | 0.3 (32.5)                                                       | 0.7 (33.3)                                                       | 3.5 (38.3)                                                       | 6.4 (43.5)                                                       | 10.7 (51.3)                                                      | 13.8 (56.8)                                                      | 16.1 (61.0)                                                      | 15.9 (60.6)                                                      | 12.6 (54.7)                                                      | 9.1 (48.4)                                                       | 4.2 (39.6)                                                       | 1.4 (34.5)                                                       | 7.9 (46.2)                                                       |
| أدنى درجة حرارة °م (°ف)                                          | −16.7 (1.9)                                                      | −12.7 (9.1)                                                      | −9.1 (15.6)                                                      | −2.9 (26.8)                                                      | 2.1 (35.8)                                                       | 5.2 (41.4)                                                       | 9 (48)                                                           | 8.2 (46.8)                                                       | 4.4 (39.9)                                                       | −1.2 (29.8)                                                      | −6.2 (20.8)                                                      | −10.1 (13.8)                                                     | −16.7 (1.9)                                                      |
| الهطول مم (إنش)                                                  | 77 (3.0)                                                         | 67 (2.6)                                                         | 78 (3.1)                                                         | 87 (3.4)                                                         | 117 (4.6)                                                        | 112 (4.4)                                                        | 92 (3.6)                                                         | 110 (4.3)                                                        | 114 (4.5)                                                        | 113 (4.4)                                                        | 93 (3.7)                                                         | 92 (3.6)                                                         | 1٬153 (45.4)                                                     |
| متوسط تساقط الثلوج سم (إنش)                                      | 10.9 (4.3)                                                       | 14.3 (5.6)                                                       | 1.6 (0.6)                                                        | 0.2 (0.1)                                                        | 0.0 (0.0)                                                        | 0.0 (0.0)                                                        | 0.0 (0.0)                                                        | 0.0 (0.0)                                                        | 0.0 (0.0)                                                        | 0.0 (0.0)                                                        | 1.1 (0.4)                                                        | 7.0 (2.8)                                                        | 35.1 (13.8)                                                      |
| متوسط أيام هطول الأمطار (≥ 1.0 mm)                               | 10.1                                                             | 8.8                                                              | 10.2                                                             | 9.8                                                              | 12.1                                                             | 10.4                                                             | 9.0                                                              | 9.5                                                              | 8.8                                                              | 10.1                                                             | 10.2                                                             | 10.7                                                             | 119.7                                                            |
| متوسط الأيام المثلجة (≥ 1.0 cm)                                  | 2.9                                                              | 2.8                                                              | 1.3                                                              | 0.1                                                              | 0.0                                                              | 0.0                                                              | 0.0                                                              | 0.0                                                              | 0.0                                                              | 0.0                                                              | 0.8                                                              | 1.9                                                              | 9.8                                                              |
| متوسط الرطوبة النسبية (%)                                        | 78                                                               | 73                                                               | 68                                                               | 66                                                               | 67                                                               | 66                                                               | 65                                                               | 68                                                               | 73                                                               | 78                                                               | 78                                                               | 78                                                               | 72                                                               |
| ساعات سطوع الشمس الشهرية                                         | 72                                                               | 97                                                               | 159                                                              | 179                                                              | 201                                                              | 229                                                              | 252                                                              | 234                                                              | 183                                                              | 128                                                              | 79                                                               | 58                                                               | 1٬872                                                            |
| نسبة وصول أشعة الشمس                                             | 29                                                               | 37                                                               | 46                                                               | 47                                                               | 48                                                               | 54                                                               | 59                                                               | 58                                                               | 52                                                               | 42                                                               | 32                                                               | 26                                                               | 46                                                               |
| المصدر #1: MeteoSwiss                                            |                                                                  |                                                                  |                                                                  |                                                                  |                                                                  |                                                                  |                                                                  |                                                                  |                                                                  |                                                                  |                                                                  |                                                                  |                                                                  |
| المصدر #2: StatistiqueVaud                                       |                                                                  |                                                                  |                                                                  |                                                                  |                                                                  |                                                                  |                                                                  |                                                                  |                                                                  |                                                                  |                                                                  |                                                                  |                                                                  |

### بيس
يُمكن أنَ تتأثر بحيرة جنيف ولا سيما الأجزاء الواقعة على ضفاف البحيرة في مدينة جنيف من برد رياح بيز وهي رياح شمالية شرقية، ممَّا يؤدي إلى تثليج شديد في الشتاء. ويُمكن تحديد قوة رياح بيز من خِلال اختلاف ضغط الهواء بين جنيف وغوتنغن في كانتون تورغاو، وتنشأ الرياح عندما يكون ضغط الهواء في جنيف أعلى من غوتنغن.

## البيئة

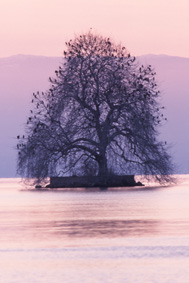
جزيرة بيلز

وفقًا لكتابات «غريغوري أوف تورز» و«ماريوس أفنتيسينسيس»، اجتاحت موجة تسونامي على طول البحيرة في عام 563، ودمرت حصن توريدونوم ومستوطنات أخرى، وتسببت في العديد من الوفيات في جنيف، وتُشير عمليات المُحاكاة إلى أنَ «تاوردونوم» كانَ على الأرجح ناتجًا عن انهيار أرضي ضخم بالقرب من دلتا الرون، ممَّا تسبب في موجة بارتفاع 8 متر (26 قدم) في غضون 70 دقيقة. في عام 888 كانت المدينة جزءًا من مملكة بورغندي الجديدة، ومعها تمَّ استيعابها في الإمبراطورية الرومانية المقدسة في عام 1033.
في أواخر الستينيات، كانت السباحة أمراً خطيراً في بعض شواطئ البحيرة بسببِ التلوث، وكانت الرؤية تحت الماء قريبة من الصفر. وبحلول الثمانينات من القرن الماضي، أدَّى التلوث البيئي الشديد (التخثث) إلى القضاء على جميع الأسماك تقريبًا. واليوم أنخفضت مستويات التلوث بشكلٍ كبير، وأصبح من الآمن السباحة في البحيرة مرَّة أخرى.
من الأنشطة الترفيهيَّة الرئيسيَّة التي تتم مُمارستها الإبحار وركوب الأمواج وركوب القوارب والتزلج على الماء والتجديف والغوص والاستحمام.
وصلت أربع غواصات إلى أعماق بحيرة جنيف،  حيثُ أطلق جاك بيكارد غواصة سياحية موجهة في عام 1964 اسمها «أوغوست بيكارد» سميت على اسم والده المستكشف من أجل المعرض الوطنيّ السويسري، والذّي يهدف إلى تكريم إكسبو 64 لإنجازات المُهندسين السويسريين والصناعة. وبعد عملها حتّى عام 1965 في بحيرة جنيف، استخدم بيكارد السفينة للاستكشاف العلميّ في أجزاء أُخرى من العالم. وقام لاحقًا ببناء وإطلاق «فوريل» في بحيرة جنيف عام 1978 واُستخدمت بشكلٍ أساسي للبحث العلميّ حتّى عام 2005، وفي عام 2011 في عملية تعاونية بِقيادة مدرسة لوزان الاتحادية للفنون التطبيقية تمَّ استخدام غواصتين من طراز «مير» لمدَّة عشرة أسابيع لإجراء بحث علمي مكثف في بحيرة جنيف.
في حاشية علمية في عام 1827 كانت بحيرة جنيف هي الموقع الأول لقياس سرعة الصوت في المياه (العذبة). وقد استخدم عالمِ الرياضيَّات الفرنسيّ جاك تشارلز فرانسوا شتورم والفيزيائي السويسري دانيال كولودون قاربين راسيين، مفصولين بمسافة محسوبة، كمنصات إرسال واستقبال لأصوات انفجار البارود. حيثُ يقترن الصوت العالي المنقول جواً بالبحيرة، ممَّا ينتج عنه صوت عالي تحت الماء يُمكن قياسه عن بعد. وقد وفّر وميض البارود المنفجر إشارة البداية المرئية للساعة، ويُعطي صوت الانفجار تحت الماء الذي يضرب الجرس إشارة النهاية.
تُعدّ البحيرة غنية بالحياة البرية، وخاصة الطيور حيثُ يتكاثر فيها الصقر وحدأة حمراء فيها بأعداد كبيرة، وتتعتبر البحيرة موطن العديد من أصناف الطيور.
تفتقر البحيرة إلى التنوع في أجناس الأسماك، حيثُ يوجد فيها 20 نوعِ فقط من الأسماك تمَّ جلب 6 منها في القرن التاسع عشر.

## المُدن المطلة على البحيرة
تطل على البحيرة الكثير من المُدن والقرى. حوالي 8.7٪ من سكان سويسرا يقطنون في المُدن المحيطة بالبحيرة وأكبر هذه المُدن هي مدينة جنيف (185526 نسمة) وتليها لوزان (128302 نسمة) ومونترو. وأشهر المُدن على الجانب الفرنسيّ هي إيفيان وتنون وييفوار.

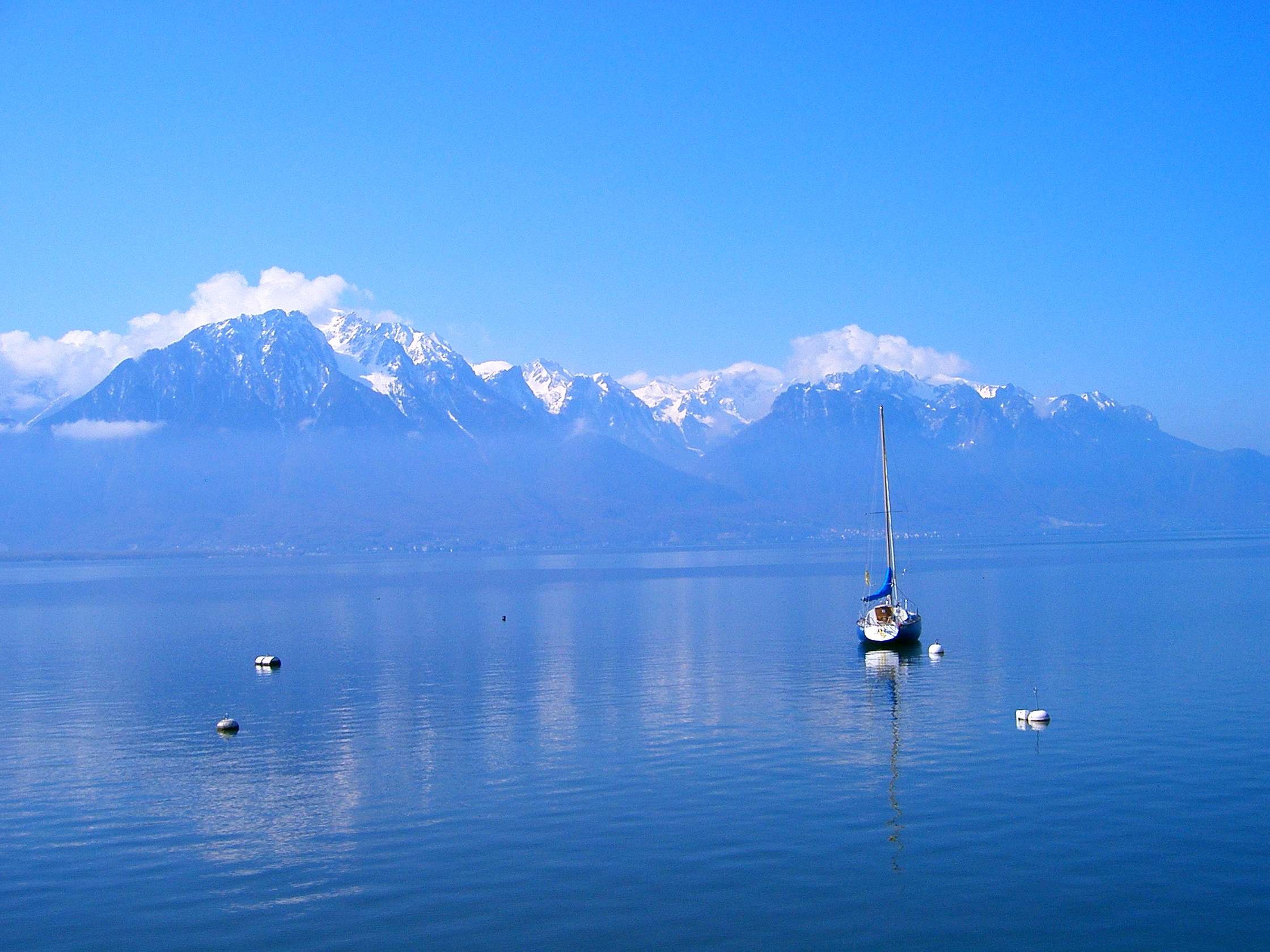
صورة للبحيرة من مدينة مونترو السويسرية

## الأحداث الرياضيةِ
تُعتبر سباقات اليخوت من الرياضات الشهيرة في المنطقة وقد تمَّ تطوير القوارب عالية الأداء خصيصًا للبحيرة،  وتأثّر تصميم «الينفي 5» المدافع عن كأس أمريكا 2010 بتلك القوارب المتسابقة. والحدث الأكثر شهرة هو «بول دور» الذي يمتد من جنيف إلى نهاية البحيرة والعودة.
تقام فعالية التجديف تور دو لاك (بالفرنسية: Tour du Lac)‏ أيضًا على بحيرة جنيف، حيثُ يتجول المتسابقون مرَّة واحدة حول البحيرة بأكملها، ممَّا يجعل هذا الحدث 160 كيلومتر (99 ميل) أطول سباق قوارب التجديف بدون توقف في العالم.
يتم تنظيم العديد من المُسابقات للسباحين سنويًا مثل عبور البحيرة من لوزان إلى إيفيان (13 كم)،  ومن قلعة شيلون إلى جنيف (70 كم)،  ومن مونترو إلى كلارينس (1.8 كم)،  وفي جنيف (1.8 كم)،  وكلها في الصيف، وكوبيه دي نويل 125 م في جنيف في ديسمبر.

## المُدن والقرى
المُدن والقرى على بحيرة جنيف:
- أوت لاك:
  - كانتون فاليه: لو بوفيريه، وسانت جينجولف
  - إقليم هوت سافوا: سان جينجولف
  - كانتون فود: مونترو وفيفي
- جراند لاك:
  - هوت سافوا: إيفيان ليه با وتونون لو بان
  - كانتون فود: لوزان ومورجس وغلاند
- بيتي لاك:(لاك دي جنيف.[35])
  - هوت سافوا: نيرنير وميسري وتشينز سور ليمان.
  - كانتون جنيف: هيرمانس وأنيير وكورسير وكولونج بيلريف وفيسيناز وكولوني
  - كانتون فود: برانجينز، برومينثوكس ونيون وفونيكس وكوبت وتاني وميس
  - كانتون جنيف: فيرسوكس وجنتود وبلفيو وبريني شامبيزي

## سكان بارزون
مُنح إدموند لودلو المشهور بأنَّه الشخص الذي وقع مذكرة وفاة الملك الإنجليزي تشارلز الأول في 16 أبريل 1662 الحماية واستمر في العيش في فيفي حتّى وفاته في 1692. وأمضت ماري شيلي وبيرسي شيلي واللورد بايرون عطلتهم على ضفاف البحيرة وكتبوا قصص الأشباح، وَالتي أصبحت إحداها أساسًا لرواية «فرانكشتاين». فيمَا قُتلت الإمبراطورة إليزابيث النمسا طعناً حتّى الموت على رصيف الميناء في جنيف في سبتمبر 1898، وقد استأجر فلاديمير لينين «شاليهًا» صغيرًا في الضفة الفرنسية بالقرب من جنيف.
أمضى المُمثِّل تشارلي تشابلن سنواته الأخيرة وتُوفي في فيفي (يوجد تمثال تذكاري لَهُ على طول الكورنيش؛ وأصبح منزله في كورسيه سور فيفي الآن متحفًا لحياته ومهنته). وعاش كلّ من المُمثِّل نويل كوارد، والممثل جيمس ماسون، والسير بيتر أوستينوف، وريتشارد بيرتون، وأودري هيبورن في قرى على ضفاف البحيرة أو بالقرب منها، فيمَا انتقل ديفيد بوي إلى شاليه في شمال بحيرة جنيف في عام 1976، ممَّا ألهمه لتولي الرسم وأبلغ المراحل الأولى من «ثلاثية برلين». ويعيشُ مغني البوب فيل كولينز في منزل يطل على البحيرة.

## روابط خارجية
- منطقة بحيرة جنيف
- اللجنة الدوليَّة لحماية بحيرة جنيف (CIPEL)
- بحيرة ليمان بالألمانية وبالفرنسية وبالإيطالية من قاموس سويسرا التاريخي على الإنترنت.